# شبنم زریاب
شبنم زریاب (زادهٔ ۱۹۸۲، کابل) نویسنده، فیلمنامه‌نویس و کارگردان افغان مقیم پاریس، فرانسه است.

## زندگی‌نامه
زریاب در سال ۱۹۸۲ در کابل زاده شد و در سال ۱۹۹۱، در هفت سالگی، همراه با خواهر و مادرش به مون‌پلیه، فرانسه مهاجرت کرد. پدر او رهنورد زریاب، نویسنده، در افغانستان ماند و چند سال بعد به خانواده پیوست. رهنورد زریاب در سال ۲۰۲۰ بر اثر ابتلا به کووید-۱۹ در گذشت. مادر او سپوژمی زریاب، داستان‌نویس، است که کارمند سفارت فرانسه بود و توانست راه مهاجرت را برای خود و دخترانش هموار کند. زریاب تحصیلات دبیرستان را در مون‌پلیه به اتمام رساند؛ سپس به پاریس رفت و ابتدا به اصرار مادرش، در رشتهٔ حقوق تحصیل کرد و بعد از آن سینما خواند. او مدّتی متخصص خسارت حاصل از سرقت در یک شرکت بیمه بود. در سال ۲۰۱۱ نخستین رمان خود را، به نام پیانونواز افغان، تحت تأثیر حرفهٔ پدر و مادر خود و تجربیات مهاجرت، نگاشت امّا در سال‌های بعد بیشتر به فیلم‌سازی روی آورد. نخستین فیلم خود را به نام شرنگ‌شرنگ زنگ‌ها در سال ۲۰۱۵ ساخت.

## حرفه

### کتاب‌ها

#### پیانونواز افغان
نخستین رمان زریاب، «پیانونواز افغان» (به فرانسوی: Le Pianiste afghan) در اصل فیلمنامه‌ای بود که برای یک فیلم سینمایی نوشته بود. در این رمان، زریاب، از کودکی دختربچه‌ای می‌گوید که از کابل به فرانسه مهاجرت می‌کند و بزرگ می‌شود تا به افغانستان بازگردد تا به دنبال پسری که دوستش داشته‌است، بگردد. این اتفاقات در بحبوحهٔ حوادث ۱۱ سپتامبر ۲۰۰۱ زمانی که طالبان در کشور رعب و وحشت ایجاد کرده‌است، رخ می‌دهد. این رمان را Editions de l'Aube منتشر کرده‌است و زریاب در حال حاضر مشغول نگارش ادامهٔ رمان است که قرار است در شهرهای لندن و پاریس اتفاق بیفتد. ·  این رمان در ۶ ژانویهٔ ۲۰۱۱ منتشر شد. شبنم زریاب با رای ۱۲۴۱ دانش آموز دبیرستانی به عنوان برندهٔ جایزهٔ دبیرستان مدیترانه ۲۰۱۲ که منطقهٔ لانگودوک-روسیلون و با مشارکت مرکز مدیترانه‌ای ادبیات، کتاب و کتابخوانی لانگدوک-روسیلون، رکتورات و مرکز منطقه ای اسناد آموزشی آکادمی مونپلیه سازماندهی می‌کند، انتخاب شد.

### فیلم‌شناسی

#### شرنگ‌شرنگ زنگ‌ها (۲۰۱۵)
شرنگ‌شرنگ زنگ‌ها (به فرانسوی: Au bruit des clochettes) نخستین فیلم کوتاه زریاب، به تهیه کنندگی The Ball Films در سال ۲۰۱۵ در تونس ساخته شد و Godolphin Films SA در خارج از کشور منتشر کرد. این فیلم از حمایت CNC و ARTE برخوردار بود. این فیلم، داستان سامان، روسپی جوان افغان (بچه‌بازی)، را روایت می‌کند که مجبور می‌شود لباس دخترانه بپوشد و در مقابل مردان برقصد. او مجبور می‌شود به جانشین خود بیژن، علی‌رغم حسادتش که ممکن است جای او را در دل اربابش بگیرد، آموزش دهد. انجمن سلطنتی هنر این فیلم را در ۲۹ مارس ۲۰۱۰ و سپس در شبکهٔ فرانسوی آرته پخش کرد. این فیلم برنده جایزه بهترین داستان از جشنواره بین‌المللی فیلم کوتاه کلرمون فران در سال ۲۰۱۶ شد. در سال ۲۰۱۷ نیز، این فیلم نامزد بهترین فیلم کوتاه در جشنوارهٔ فیلم سزار شد.

#### پسر شترسوار (۲۰۱۸)
پسر شترسوار (به فرانسوی: L'Enfant Chameau)فیلم کوتاهی به تهیه‌کنندگی Bien ou Bien Productions است که داستان پسر بچه‌ای، به نام رامین را روایت می‌کند که در صحرا ربوده شده و به زور وارد تجارت شتردوانی می‌شود. ربایندگان او به او قول می‌دهند که او را به مادرش بازگردانند. امید به رسیدن به مادر به رامین قدرت می‌دهد تا جایی در این محیط خصمانه پیدا کند.

#### هیزیا (۲۰۲۰)
سومین فیلم کوتاه زریاب، هیزیا (به فرانسوی: Hizia) است. در این فیلم داستان مردی است که از دست پلیس در فرار است و نوزادی همراهش است را به زنی می‌سپارد.